# Catoptria petrificella
Catoptria petrificella is een vlinder uit de familie grasmotten (Crambidae). De wetenschappelijke naam is voor het eerst geldig gepubliceerd in 1796 door Hübner.
De soort komt voor in Europa.